# Ramón Ábila
Ramón Darío Ábila (Córdoba, 14 oktober 1989) is een Argentijns professioneel voetballer die doorgaans als aanvaller speelt. Hij verruilde Cruzeiro in augustus 2017 voor Boca Juniors.

## Erelijst
CA Huracán
- Copa Argentina

2014
- Supercopa Argentina

2014
1 Rossi ·
2 López ·
4 Weigandt ·
5 Zambrano ·
6 Rojo ·
8 Cardona ·
9 Orsini ·
11 Salvio ·
13 García ·
14 Rolón ·
16 Molinas ·
17 Advíncula ·
18 Fabra ·
19 Barco ·
20 Ramírez ·
21 Campuzano ·
22 Villa ·
23 González ·
24 Izquierdoz  ·
26 Fernández ·
29 Briasco ·
30 Zeballos ·
31 Pavón ·
32 Almendra ·
33 Varela ·
34 Obando ·
36 Medina ·
37 Sández ·
38 Vázquez ·
Coach: Russo